# Décès en 1190
Décès
- 1186
- 1187
- 1188
- 1189
- 1190
- 1191
- 1192
- 1193
- 1194

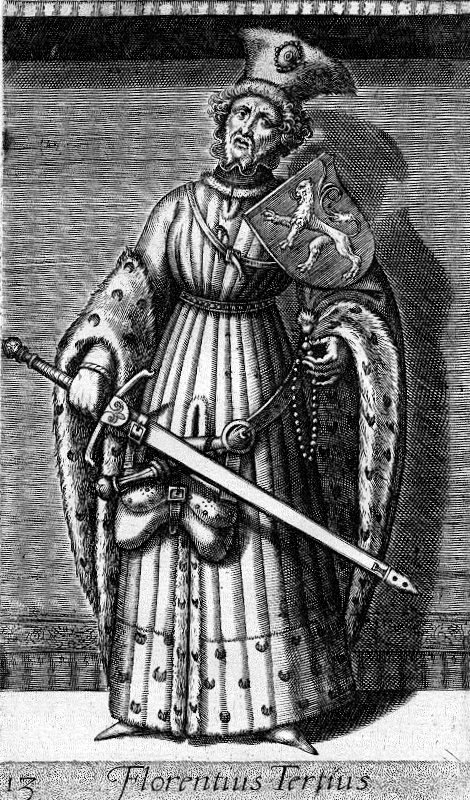
Florent III de Hollande, mort en 1190.

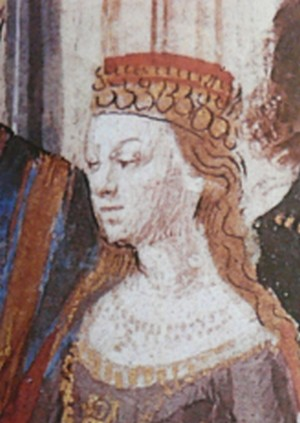
Isabelle de Hainaut, morte en 1190.

Cette page dresse une liste de personnalités mortes au cours de l'année 1190 :
- 18 janvier : Guy III de Joinville, comte-évêque de Châlons (en Champagne).
- 15 mars : Isabelle de Hainaut, reine de France, épouse de Philippe Auguste. (° 23 avril 1170).
- 10 juin : Frédéric Barberousse, empereur romain germanique, en route pour la croisade.
- 11 juin : Manassès II de Pougy, évêque de Troyes.
- 8 juillet : Gottfried von Spitzenberg, confident de Frédéric Barberousse, évêque de Ratisbonne et de Wurtzbourg.
- 1er août : Florent III de Hollande, comte de Hollande.
- 10 ou 21 août : Godefroid III de Louvain, comte de Louvain, landgrave de Brabant, marquis d'Anvers et duc de Basse-Lotharingie (Godefroy VII).
- 16 août : Dedo III de Lusace, comte de Wettin sous le nom de Dedo V, seigneur de  Groitzsch, comte de Groitzsch et également comte de Rochlitz et enfin margrave de Lusace et comte d'Eilenbourg et de Landsberg.
- 30 août : Pierre de Solignac, évêque du Puy.
- 13 septembre : Hermann IV de Bade, margrave de Bade et margrave titulaire de Vérone.
- octobre : Henri Ier de Bar, comte de Bar, seigneur de Mousson et d'Amance.
- 16 octobre : Louis III de Thuringe, noble allemand a membre de la lignée des Ludowinges, qui règne comme landgrave de  Thuringe.
- 19 novembre : Baudouin de Forde, connu sous le nom de Baudouin d'Exeter, archevêque de Cantorbéry.
- 21 novembre[1] : Děpold II de Bohême, connu également sous le nom de Diepold II (français Theobald), est un noble tchèque, duc de Chrudim et chef des armées du royaume de Bohême engagées dans la Troisième croisade.

- Alessandro, Cardinal-prêtre de Ss. Silvestro e Martino ai Monti.
- Geoffroy d'Auxerre, ou Geoffroy de Clairvaux, moine Cistercien du Moyen Âge, disciple direct de Bernard de Clairvaux.
- Étienne de Marsay, sénéchal d'Anjou et trésorier du roi Henri II Plantagenêt, fondateur de l'hôtel-Dieu d'Angers.
- Giovanni, Cardinal-diacre de Ss. Sergio e  Bacco.
- Juda ben Saul ibn Tibbon, Juif séfarade de Montpellier, traducteur de Maïmonide de l’arabe à l’hébreu.
- Othon Ier le Riche, margrave de Misnie.
- Pierre Isnard, dit aussi Pierre Ier Isnard ou Peire Isnard, chanoine d’Arles, évêque de Toulon puis archevêque d’Arles.
- Robert III de Beaumont, dit Blanches mains, ou Robert de Breteuil, 3e comte de Leicester.
- Roger d'Andria, baron italo-normand du royaume de Sicile, prétendant au trône en 1189-1190 et compétiteur malheureux de Tancrède de Lecce.
- Saigyō Hōshi, poète japonais.
- Étienne Ier de Sancerre, premier comte de Sancerre.
- Sibylle de Jérusalem, reine de Jérusalem.

date incertaine (vers 1190)
- Andrea Boboni, Cardinal-prêtre de S. Angelo  in Pescheria, Cardinal-prêtre de S. Anastasia.
- Boson, Cardinal-diacre de S. Angelo in Pescheria, Cardinal-diacre de S. Giorgio in Velabro, Cardinal-prêtre de  S. Anastasia.

## Crédit d'auteurs
- Cet article est partiellement ou en totalité issu de l'article intitulé « 1190 » (voir la liste des auteurs).